# Zheng Churan
Pour les articles homonymes, voir Zheng (homonymie).
Zheng Churan est une militante féministe chinoise. 

## Biographie
Le 6 mars 2015, quelques jours avant la journée internationale des femmes, elle est arrêtée avec quatre autres militantes (Li Tingting, Wei Tingting, Wang Man et Wu Rongrong, connues comme le "Gang des Cinq") alors qu'elle prévoit de distribuer des tracts qui dénoncent le harcèlement sexuel dans les transports. Elle risque 3 ans de prison pour troubles à l'ordre public. Elle est défendue par l'avocate Wang Yu et le 13 avril 2015, elle est remise en liberté conditionnelle,. 
En 2016 , elle figure dans la liste des 100 femmes d'exception de la BBC, pour son combat pour les droits des femmes et des LGBT. Elle milite aussi pour le droit aux femmes à un congé pendant les règles.
En décembre 2016, elle écrit une lettre ouverte au président américain Donald Trump en lui conseillant d'éviter les comportements sexistes,
.